# Pavelló Joan Ortoll
El Pavelló Joan Ortoll és un pavelló esportiu dedicat a la pràctica de l'hoquei sobre patins i el patinatge de la localitat de Calafell, a la comarca del Baix Penedès. El complex esportiu es va construir a finals dels anys 70, però va ser profundament remodelat l'any 2020. Actualment compta amb una pista principal i dues pistes auxiliars annexes, alhora que en el mateix complex també s'hi troba el teatre-auditori Joan Colet. El Club Patí Calafell utilitza aquestes instal·lacions municipals per realitzar tota la seva activitat esportiva com a local.
El pavelló porta el nom de Joan Ortoll des de 1988, qui fou primer alcalde de Calafell entre 1975 i 1983, el primer amb el retorn de la democràcia. De la seva etapa com a alcalde, va ser la construcció del pavelló, alhora que va ser membre de la Junta del Centre Parroquial, predecessor de l’actual Club Patí Calafell, del qual va ser president i president d’honor. Les obres de remodelació van incloure un homenatge als principals jugadors d’hoquei i patinadors i patinadores de la història de Calafell, inscrivint els seus noms a les façanes exteriors de l’edifici. A part, coincidint amb la celebració de la Copa del Rei d'hoquei sobre patins masculina del 2024, dins del complex s'hi va inaugurar un espai museístic sobre l'hoquei patins i el patinatge a Calafell. El pavelló ha acollit diferents competicions de primer nivell d'hoquei sobre patins com la Copa del Rei del 2023, el 2024 i el 2025.